# Xaimara Colón
Xaimara Colón (11 settembre 1988) è una pallavolista portoricana.
Gioca nel ruolo di libero nelle Valencianas de Juncos.

## Carriera

### Club
La carriera professionistica di Xaimara Colón inizia nella stagione 2004 quando debutta nella Liga de Voleibol Superior Femenino con le Gigantes de Carolina, aggiudicandosi subito lo scudetto. Conquista un altro titolo portoricano nel campionato 2006, mentre nel 2010, pur uscendo di scena ai quarti di finale, risulta miglior difesa, miglior ricevitrice e miglior libero del torneo.
Dopo due stagioni di inattività, torna in campo nella stagione 2015, giocando per le Valencianas de Juncos e ricevendo premio di miglior ritorno, mentre nella stagione seguente viene inserita nello All-Star Team.

### Nazionale
Nel 2004 è finalista al campionato nordamericano Under-18 e, grazie alla medaglia conquistata nel campionato continentale, partecipa al campionato mondiale 2005. Nel 2006 si classifica al terzo posto al campionato nordamericano Under-20, torneo nel quale viene premiata come miglio ricevitrice, miglior difesa e miglior libero, qualificandosi inoltre per il campionato mondiale Under-20 2007.
Debutta nel 2006 in nazionale maggiore, con cui nel 2010 vince medaglia d'argento ai XXI Giochi centramericani e caraibici.

## Palmarès

### Club
- Campionato portoricano: 2

2004, 2006

### Nazionale (competizioni minori)
- Campionato nordamericano Under-18 2004
- Campionato nordamericano Under-20 2006
- Giochi centramericani e caraibici 2010

### Premi individuali
- 2006 - Campionato nordamericano Under-20: Miglior ricevitrice
- 2006 - Campionato nordamericano Under-20: Miglior difesa
- 2006 - Campionato nordamericano Under-20: Miglior libero
- 2010 - Liga de Voleibol Superior Femenino: Miglior difesa
- 2010 - Liga de Voleibol Superior Femenino: Miglior ricevitrice
- 2010 - Liga de Voleibol Superior Femenino: Miglior libero
- 2015 - Liga de Voleibol Superior Femenino: Miglior ritorno
- 2016 - Liga de Voleibol Superior Femenino: All-Star Team